# Кучмин, Максим Фёдорович
Максим Фёдорович Кучмин (1915 — 1972) — советский дипломат, чрезвычайный и полномочный посланник II класса.

## Биография
Член ВКП(б), участник Великой Отечественной войны. На дипломатической работе с 1946 года.
- В 1946—1953 годах — сотрудник центрального аппарата МИД СССР.
- В 1953—1959 годах — советник посольства СССР в Бельгии.
- В 1959—1964 годах — советник I Европейского отдела МИД СССР.
- В 1964—1965 годах — советник посольства СССР в Швейцарии.
- С 10 февраля 1965 по 20 августа 1968 года — чрезвычайный и полномочный посол СССР в Центральноафриканской Республике[1].
- В 1968—1972 годах — на ответственной работе в центральном аппарате МИД СССР.